# Atmosfear
Pour l’article homonyme, voir AtmosFear (Liseberg).
 (novembre 2023).
Si vous disposez d'ouvrages ou d'articles de référence ou si vous connaissez des sites web de qualité traitant du thème abordé ici, merci de compléter l'article en donnant les références utiles à sa vérifiabilité et en les liant à la section « Notes et références ».
Atmosfear est un jeu de société animé en vidéo. Initialement sur support VHS, il est maintenant sur support DVD.
Sorti en 1991 par "A Couple 'A Cowboys PTY LTD", le jeu a été écrit et dirigé par Brett Clements et produit par Phillip Tanner. Le jeu contenait une cassette vidéo de 60 minutes, pouvait faire intervenir de 3 à 6 joueurs (souvent prénommées 'larves') qui tentaient de collecter des clés durant le compte à rebours de 60 minutes. Le déroulement du jeu était aléatoirement stoppé par le Seigneur des Clés, joué par Wenanty Nosul (doublé dans la version française par Jean-Claude Sachot). Il ponctue la partie de ses apparitions que ce soit par des sarcasmes, des récompenses ou pour punir les joueurs de façon terriblement variée.
Avant de commencer le jeu, les joueurs doivent écrire leur « plus grande peur » sur une des cartes cauchemar fournies dans la boîte du jeu. La partie se déroule ensuite sur le plateau de jeu ayant l'apparence d'un cimetière, les joueurs jettent le dé tour à leur tour et déplacent leur pion dans le sens des aiguilles d'une montre. Une règle est indiquée par l'hôte au début de la partie, si l'hôte parle, alors tout le monde l'écoute et s'il parle à un joueur, celui-ci doit lui répondre par "<réponse>, Seigneurs des clés". L'hôte peut interrompre le jet de dé des joueurs à n'importe quel moment pour soit donner une information, soit dicter une règle ou un petit jeu. La partie est gagnée en collectant les six clés, puis en rejoignant le cercueil central où sont entreposées les peurs des joueurs (carte cauchemar). Le joueur pioche alors une peur, si cette peur est celle d'un autre joueur, le joueur stoppe la cassette et gagne la partie (dans les futures versions du jeu, il faudra à l'inverse piocher sa propre peur pour gagner). Si personne, à l'issue du temps imparti, soit 60 minutes, n'a pu y réussir, le Seigneur des Clés gagne la partie.
Le jeu s'appelait en version originale Nightmare, mais Atmosfear en dehors des États-Unis, plus particulièrement au Canada et en Australie. En Angleterre, c'était aussi pour combler le risque de confusion avec le jeu Knightmare. Quelques versions plus tard, le jeu s'appellera aussi Atmosfear aux États-Unis. Après la mise à jour du jeu originel, celui-ci a engendré un certain nombre de suites et de boîtes supplémentaires. Cela inclut un jeu de cartes, une version CD-ROM, et plus récemment une nouvelle série en DVD par Parker Forest Interactive (aux États-Unis). Dans les versions postérieures au DVD, les jeux s'adaptent au personnage qu'ils mettent en scène. Par exemple, celui de Khufu la momie est une version égyptienne du traditionnel Atmosfear.

## Personnages
Le monde d'Atmosfear contient plusieurs personnages, dont certains ont même leur propre cassette vidéo (ou DVD), d'autres ne sont que les personnages joués par les joueurs. Le personnage central reste le Seigneur des Clés, et les six autres personnages jouables ont été introduits dans la version originelle anglaise Nightmare ; ces six personnages (nommés « Harbingers ») se retrouvent dans chacune des versions, à l'exception d'Atmosfear: The Soul Rangers. 
Un nouvel Harbinger a été présenté à la mi-juillet 2006, Medusa, la gorgone, qui était apparue pour la première fois dans Atmosfear: Khufu the Mummy. Elle a remplacé Khufu comme personnage jouable quand celui-ci est devenu l'hôte de son propre jeu. Il est présumé qu'elle restera l'Émissaire « de secours » à partir de maintenant, devenant l'hôte de son propre jeu une fois que les autres Émissaires d'origine auront été des hôtes au moins une fois.
Personnages principaux
| Le Seigneur des Clefs | N/A                    | N/A        | N/A                   |
| Gévaudan le lycanthrope | La forêt du Gévaudan   | Bleu       | Tête de lycanthrope   |
| Helin le Fantôme | The Fairground         | Pourpre    | Cube de jeu           |
| Khufu la Momie | Hollywood sur le Nil   | Jaune      | Pharaon/squelette     |
| Baron Samedi le zombie | La Cathédrale du Swing | Vert       | Chapeau haut-de-forme |
| Anne de Chantraine la Sorcière | Punkin                 | Orange     | Citrouille            |
| Élisabeth Báthory la Vampire | Château Cathice        | Rouge      | Chauve-souris         |
| Medusa la Gorgone | Fosse aux serpents     | Jaune-vert | Tête de Méduse        |
| Notes 1. Helin était appelée « Hellin » avant le début de la série en DVD. Il a les yeux violets. 2. Khufu a les yeux verts. 3. Le Seigneur des Clefs a les yeux verts. |                        |            |                       |
Personnage additionnels
| Nom                          | Première apparition             | Utilité             | Extra-details |
| ---------------------------- | ------------------------------- | ------------------- | --- |
| Chasseurs d'âme              | Atmosfear : Les Émissaires      | Joueurs malchanceux | Dans le jeu, ils sont incarnés par les joueurs ayant échoué à la première épreuve (devenir émissaire), et leur capacité d'action en est limitée. Ils sont représentés par des crânes. |
| Dr Molosse                   | Atmosfear : Les Chasseurs d'âme | Hôte du jeu         | Dr Molosse, en réalité un squelette mal habillé, est un dentiste détraqué, beaucoup moins sérieux dans son rôle d'hôte que ses prédécesseurs. Il a banni le Seigneur des Clefs ainsi que les Émissaires dans la fosse commune, bien qu'ils se soient ensuite échappés. Il a les yeux noirs. C'est un ancien dentiste qui aime faire des jeux de mots sur son ancien boulot. |
| Les Chasseurs d'âme spéciaux | Atmosfear : Les Chasseurs d'âme | Joueurs             | Ces squelettes remplacent les émissaires dans le jeu, ceux-ci ayant été bannis. Leur noms sont « Ja », « Woks », « Nof », « Rott », « Sep » et « Zass ». |

## Liste des jeux
| Vidéo | Atmosfear                                | Le Seigneur des Clefs | 1991 |
| Vidéo | Atmosfear II                             | Baron Samedi          | 1992 |
| Vidéo | Atmosfear III                            | Anne de Chantraine    | 1993 |
| Vidéo | Atmosfear IV                             | Élisabeth Báthory     | 1994 |
| Vidéo | Atmosfear - Les Émissaires               | Le Seigneur des Clefs | 1995 |
| Vidéo | Atmosfear - Les Chasseurs d'âme          | Dr Molosse            | 1996 |
| Vidéo | Atmosfear Booster Tape 1 1               | Le Seigneur des Clefs | 1995 |
| Vidéo | Atmosfear Booster Tape 2 2               | Le Seigneur des Clefs | 1995 |
| PC | Atmosfear - The Third Dimension          | Le Seigneur des Clefs | 1995 |
| Jeu de cartes | Atmosfear The Card Game 3                | Néant                 | 1995 |
| DVD | Atmosfear - Le Seigneur des Clefs        | Le Seigneur des Clefs | 2004 |
| DVD | Atmosfear - Khufu The Mummy              | Khufu la Momie        | 2006 |
| Android | Atmosfear - Le plateau de jeu interactif | Le Seigneur des Clefs | 2019 |
| Smartphone/Chromecast | Atmosfear - Le jeu de plateau interactif | Le Seigneur des Clefs | 2019 |
| Notes 1. Uniquement dans les régions anglophones. 2. Uniquement en Australie et en Nouvelle-Zélande. 3. Ne suit pas la formule traditionnelle d'Atmosfear. |                                          |                       |      |

## Récurrence des personnages

### Helin le Fantôme
- 1991 : Atmosfear
- 1992 : Atmosfear II
- 1993 : Atmosfear III
- 1994 : Atmosfear IV
- 1995 : Atmosfear The Card Game
- 1995 : Atmosfear - Les Émissaires
- 1995 : Atmosfear Booster Tape 1
- 1995 : Atmosfear Booster Tape 2
- 1995 : Atmosfear - The Third Dimension
- 1996 : Atmosfear - Les Chasseurs d'âme
- 2004 : Atmosfear - Le Seigneur des Clefs
- 2006 : Atmosfear - Khufu The Mummy

### Khufu la Momie
En tant qu'hôte
- 2006 : Atmosfear - Khufu The Mummy

En tant que choix de personnage
- 1991 : Atmosfear
- 1992 : Atmosfear II
- 1993 : Atmosfear III
- 1994 : Atmosfear IV
- 1995 : Atmosfear The Card Game
- 1995 : Atmosfear - Les Émissaires
- 1995 : Atmosfear Booster Tape 1
- 1995 : Atmosfear Booster Tape 2
- 1995 : Atmosfear - The Third Dimension
- 1996 : Atmosfear - Les Chasseurs d'âme
- 2004 : Atmosfear - Le Seigneur des Clefs
- 2019 : Atmosfear - Le plateau de jeu interactif

### Le Seigneur des Clefs
En tant qu'hôte
- 1991 : Atmosfear
- 1995 : Atmosfear - Les Émissaires
- 1995 : Atmosfear Booster Tape 1
- 1995 : Atmosfear Booster Tape 2
- 1995 : Atmosfear - The Third Dimension
- 2004 : Atmosfear - Le Seigneur des Clefs
- 2019 : Atmosfear - Le plateau de jeu interactif